# Vîșneakivka, Velîka Bahacika
Vîșneakivka (în ucraineană Вишняківка) este un sat în comuna Birkî din raionul Velîka Bahacika, regiunea Poltava, Ucraina.

## Demografie
Componența lingvistică a localității Vîșneakivka
     Ucraineană (94,55%)
     Rusă (5,45%)
Conform recensământului din 2001, majoritatea populației localității Vîșneakivka era vorbitoare de ucraineană (94,55%), existând în minoritate și vorbitori de rusă (5,45%).